# 欧蒙 (汝拉省)
欧蒙（法語：Aumont，法語發音：[omɔ̃]）是法国汝拉省的一个市镇，属于隆斯勒索涅区。

## 地理
欧蒙（46°54'30"N, 5°38'1"E）面积7.97 平方千米，位于法国勃艮第-弗朗什-孔泰大區汝拉省，该省份为法国东部内陆省份，北起上索恩省，西北接科多尔省，西临索恩-卢瓦尔省，南至安省，东与杜省和瑞士接壤。
与欧蒙接壤的市镇（或旧市镇、城区）包括：沃德雷、蒙托利耶、大阿贝尔热芒、拉费泰、马特奈、纳维莱、乌西耶尔。

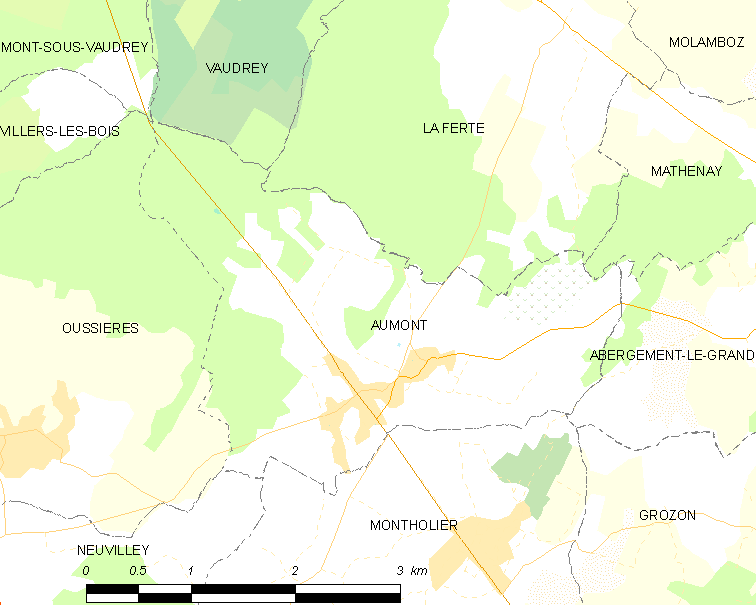
的OSM定位图

欧蒙的时区为UTC+01:00、UTC+02:00（夏令时）。

## 行政
欧蒙的邮政编码为39800，INSEE市镇编码为39028。

## 政治
欧蒙所属的省级选区为布莱特朗县。

## 人口

1962-2008年间人口变化图示

欧蒙于2022年1月1日时的人口数量为449人。